# Vila Mandić (Sarajevo)

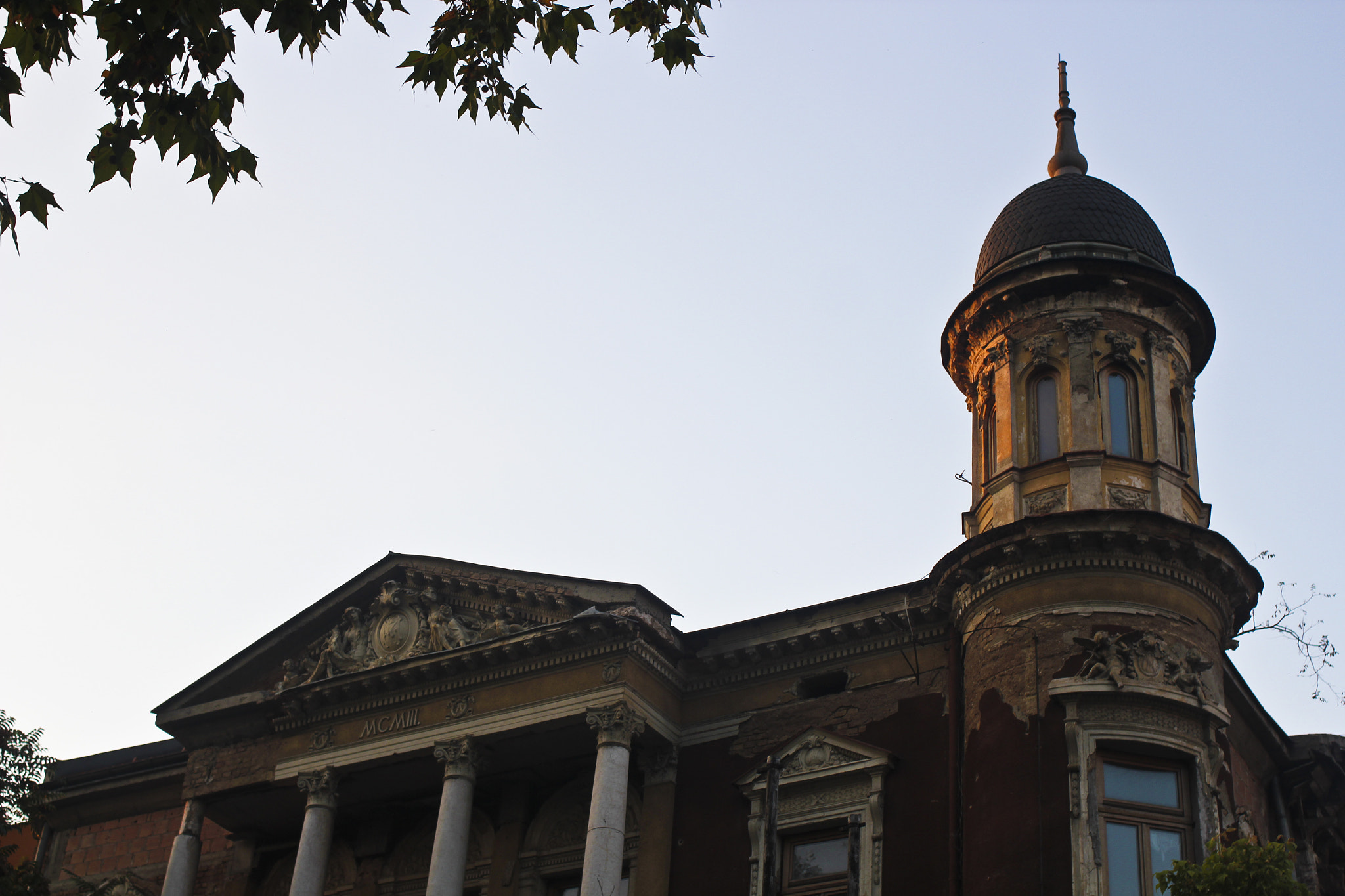
Průčelí vily při západu slunce.

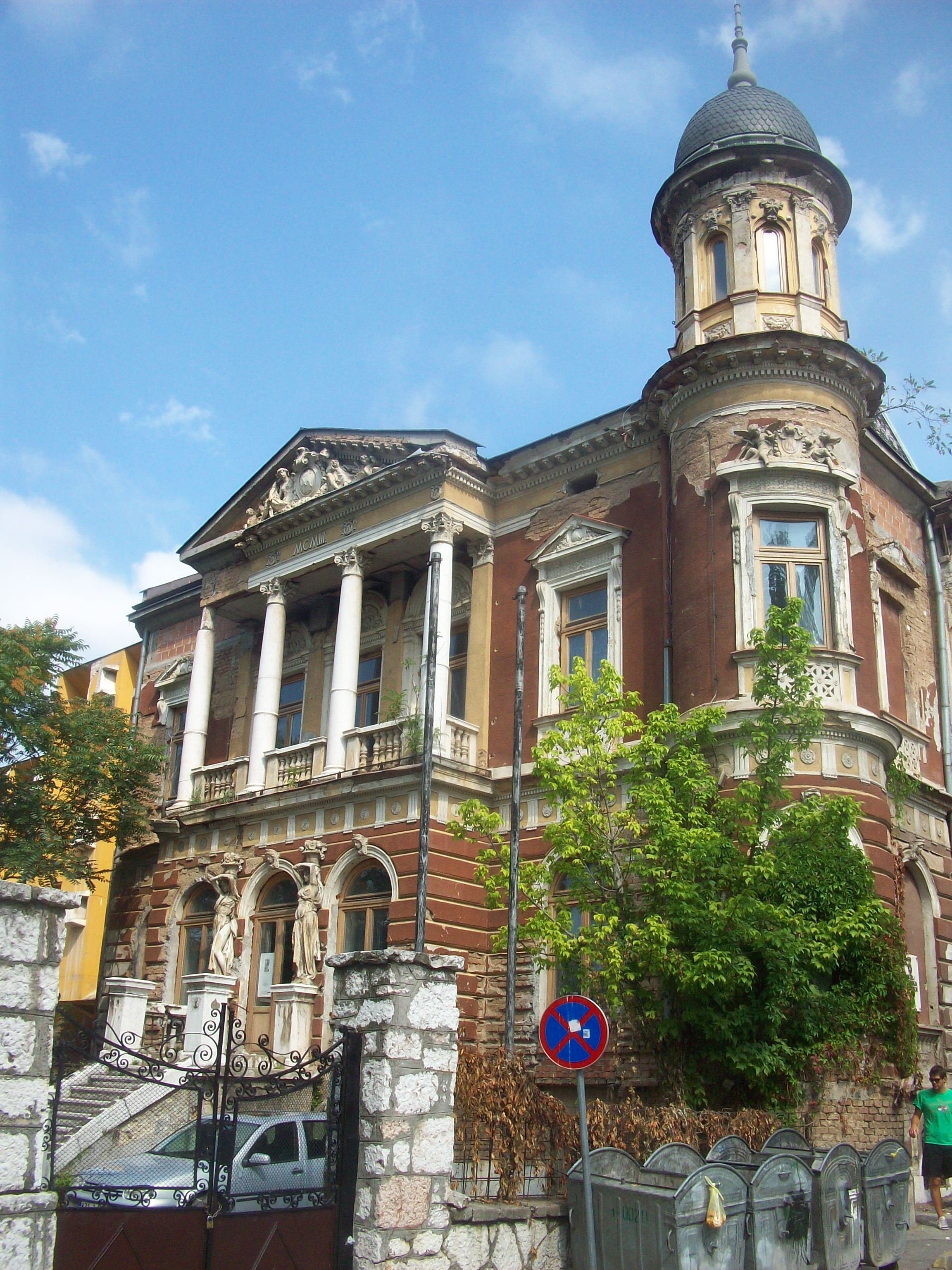

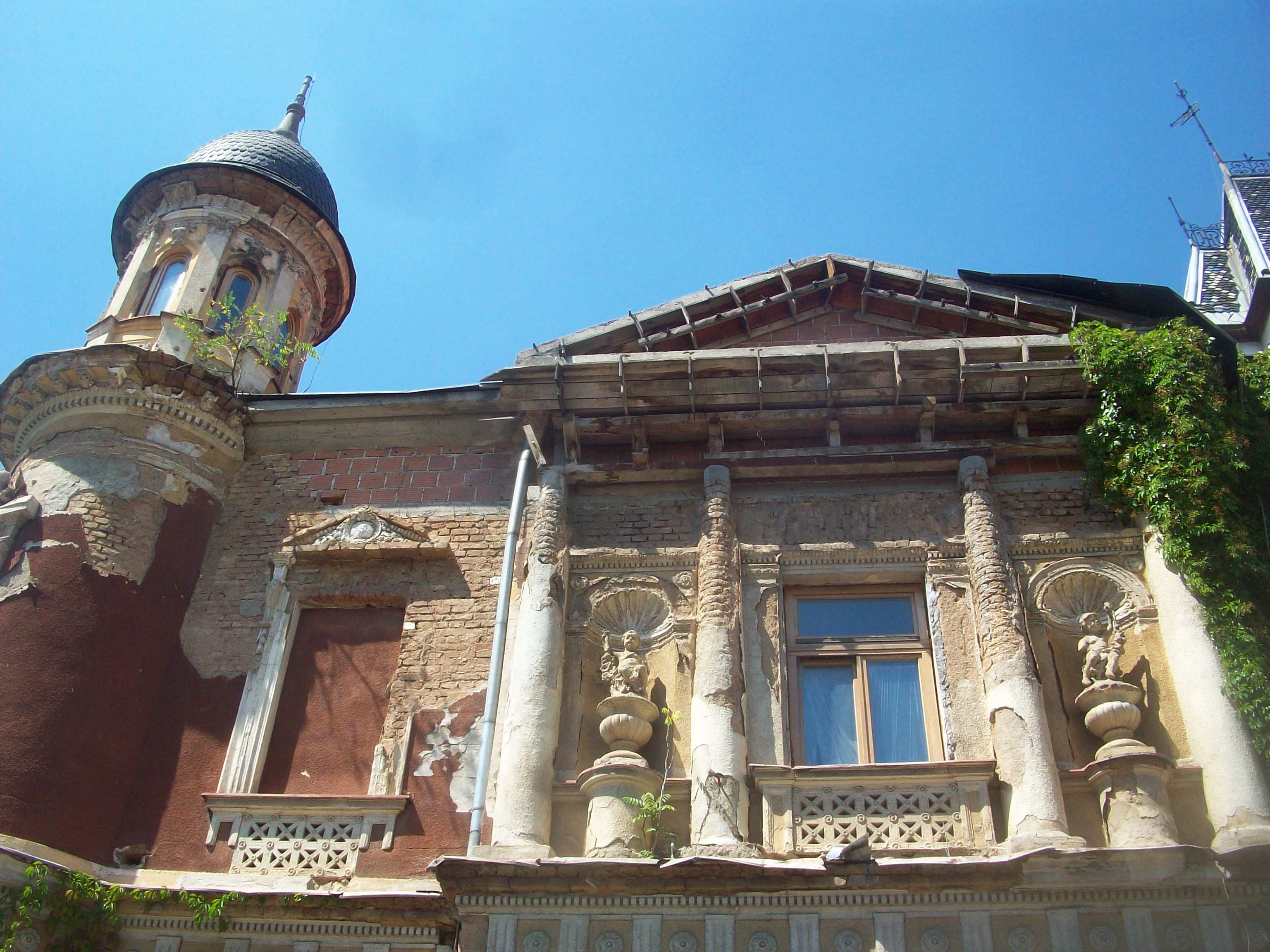

Vila Mandić se nachází v metropoli Bosny a Hercegoviny, Sarajevu na ulici Petrakijina.

## Historie
Vila byla dokončena v roce 1903 pro tehdejšího politika a advokáta Nikolu Mandiće. Navrhl ji český architekt Karel Pařík, který se na přelomu 19. a 20. století věnoval rozsáhlé modernizaci a evropeizaci tehdy orientálního Sarajeva. Velkolepá patrová vila má řadu historizujících prvků; nápadné průčelí se sloupy a tympanonem, monumentální vstup, okna se šambránami apod. 
V roce 1945 byla v rámci vlny znárodnění po příchodu komunistů k moci znárodněna a dána do užívání Spojeným státům americkým jako konzulát. Ten zde zůstal ale pouze několik let a nakonec zde byly kanceláře městského výboru Svazu komunistů Sarajeva.
Od roku 1984 ve vile sídlilo muzeum věnované olympijským hrám, které se v bosenské metropoli konaly. Expozice byla provedena obdobným způsobem, jako tomu bylo v olympijském muzeu v Lausanne ve Švýcarsku. Mezi lety 1984 až 1992 ze bylo uskutečněno na 300 různých výstav věnovaných sportu.
Během obléhání města při válce v první polovině 90. let 20. století byla budova poničena granátometnou palbou a těžce poškozena. Byla jednou z prvních ostřelovaných budov; zaměstnanci muzea proto již v dubnu roku 1992 vystěhovali velkou část exponátů do sklepů sportovní haly Zetra. V této hale se nachází olympijské muzeum od roku 2004.
Po skončení války byla vila jednou z mála historických budov, která neprošla rozsáhlou rekonstrukcí, jako v případě zbytku města. A to i přesto, že v roce 1998 byl realizován projekt obnovy, který byl oficiálně roku 2000 zahájen. V současné době je spolu s několika okolními vilami kulturní památkou. Obnova budovy byla realizována až v druhé polovině roku 2018 a očekává se, že bude dokončena v lednu 2019. Město Sarajevo věnovalo na obnovu muzea sumu 100 tisíc konvertibilních marek.